# Frédéric Sutermeister
Pour les articles homonymes, voir Sutermeister.
Œuvres principales
articles pour la revue Neue Wege
Frédéric Sutermeister, né le 29 janvier 1873 à Aarau et mort le 16 juillet 1934, est un théologien protestant et rédacteur chrétien socialiste suisse allemand.

## Biographie
Fils d’Otto Sutermeister Frédéric est issu d'une famille de classe moyenne. Au niveau secondaire, il fréquente les gymnases de Berne  et Bâle, puis étudie la théologie réformée dans les universités de Bâle, Berne et Berlin. Diplôme en poche, il travaille comme précepteur aux Pays-Bas dans la famille noble des Quarles van Ufford (en)      . De retour en Suisse en 1899, il est pasteur à Schlossrued, où il épouse Marie Hunziker en 1901. Avec ses frères Eugen et Paul, il publie la revue chrétienne Für's Heim. Comme chrétien socialiste, il publie des articles dans la revue Neue Wege. Sutermeister s'est beaucoup engagé à promouvoir l’œuvre musicale de son fils Heinrich Sutermeister,  compositeur,.

### Articles
- Zum Charfreitag. In: Neue Wege: Blätter für religiöse Arbeit, Vol. 3, 1909, p. 97–99.
- Was wir von der Kirche verlangen. In: Neue Wege: Blätter für religiöse Arbeit, Vol. 3, 1909, p. 161–168.
- Industrie und Sozialreform. Soziale Rundschau. In: Neue Wege: Blätter für religiöse Arbeit, Vol. 3, 1909, p. 228–231.
- Lutherische und reformierte Frömmigkeit und soziale Arbeit. Soziale Rundschau. In: Neue Wege: Blätter für religiöse Arbeit, Vol. 3, 1909, p. 255–259.
- Revision oder Revolution? Und: Lohnämter in der Hausindustrie. Soziale Rundschau. In: Neue Wege: Blätter für religiöse Arbeit, Vol. 3, 1909, p. 348–351.
- Die Wertschätzung der Kirche. Soziale Rundschau. In: Neue Wege: Blätter für religiöse Arbeit, Vol. 3, 1909, p. 394–397.
- Die allgemeine Frauenschule. Soziale Rundschau. In: Neue Wege: Blätter für religiöse Arbeit, Vol. 4, 1910, p. 24–27.
- Neue Wege zur Bekämpfung des Verbrechens. Soziale Rundschau. In:	Neue Wege: Blätter für religiöse Arbeit, Vol. 4, 1910, p. 87–92.
- Die Kongofrage. In: Neue Wege: Blätter für religiöse Arbeit, Vol. 4, 1910, p. 150–156.
- Die Kongofrage (Schluss). In: Neue Wege: Blätter für religiöse Arbeit, Vol. 4, 1910, p. 176–184.
- Die Revision des eidgenössischen Fabrikgesetzes. Soziale Rundschau. In:	Neue Wege: Blätter für religiöse Arbeit, Vol. 4, 1910, p. 351–358.
- Sozialismus und Religion. Rundschau. In: Neue Wege: Blätter für religiöse Arbeit, Vol. 5, 1911, p. 116–120.
- Der XXII. Evangelisch–soziale Kongress. Rundschau. In: Neue Wege: Blätter für religiöse Arbeit, Vol. 5, 1911, p. 352–354.
- Die Abstimmung über die Erhöhung der Pfarrbesoldungen. In: Neue Wege: Blätter für religiöse Arbeit, Vol. 6, 1912, p. 411–412.
- Vom 22. Evangelisch–sozialen Kongress in Essen. Rundschau. In: Neue Wege: Blätter für religiöse Arbeit, Vol. 7, 1913, p. 86–88.
- Sozialdemokratie und Religion. In: Neue Wege: Blätter für religiöse Arbeit, Vol. 8, März 1914, p. 133–135.